# Вледая
Вледая (рум. Vlădaia) — село у повіті Мехедінць в Румунії. Входить до складу комуни Вледая.
Село розташоване на відстані 244 км на захід від Бухареста, 42 км на південний схід від Дробета-Турну-Северина, 62 км на захід від Крайови.

## Населення
За даними перепису населення 2002 року у селі проживала 761 особа, усі — румуни. Усі жителі села рідною мовою назвали румунську.